# 安鼎福
安 鼎福（あん ていふく、アン・ジョンボク、朝鮮語: 안정복、1712年 - 1791年）は、李氏朝鮮の文臣、実学者。字は「百順」、号は「順菴」、諡号は「文粛」。英祖末年に王世孫の教育係となる。官は同知中枢に昇り、広成君に封ぜられた。

## 人物
安鼎福は、朱子学を自己の学問の土台としながら、師である李瀷の学風を継承して経世致用の実学を研究する。
安鼎福は、朝鮮を征服した後、箕子朝鮮を建国した中国殷王朝の政治家箕子を「中華文明＝礼・文」の保持者として崇め、箕子の「礼・文」を継承した朝鮮こそが「中華」であると主張している。
紀元前2333年に即位したとされる檀君朝鮮の王である檀君について考証し、荒唐無稽とみなしている。すなわち檀君説話には、多数の仏教に関係のある仏説が登場することから、「按ずるに東方古記等の書言ふ所の檀君の事皆荒誕不経、…其の称する所の桓因帝釈は法華経に出づ。其の他称する所は皆是れ僧談」として、檀君を否定した。ちなみに、仏教は372年に朝鮮半島に伝えられた。
安鼎福は、著書『東史綱目』の巻頭に「殷太師箕子東来。周天子因以封之」と記しており、朝鮮の歴史の正統性が箕子から、馬韓へと、統一新羅へと、高麗王朝へとつなげ、漢人が侵入して建国した衛氏朝鮮および漢四郡を朝鮮の歴史の正統性から除外しており、衛氏朝鮮は漢人亡命者が王統を簒奪した「簒賊者の支配した国家」と非難している。
安鼎福は、著書『東史綱目』で渤海を靺鞨の歴史と記述しており、渤海を建国した大祚栄の出自は靺鞨であり、渤海を朝鮮の歴史として扱うことは不当であると主張している。

## 著書
- 『東史綱目（朝鮮語版）』
- 『順菴集』
- 『臨官政要』
- 『天学考』